# Warnow
Warnow es un municipio situado en el distrito de Mecklemburgo Noroccidental, en el estado federado de Mecklemburgo-Pomerania Occidental (Alemania), a una altitud de 39 metros. Su población a finales de 2016 era de 636 habs. y su densidad poblacional, 40 hab/km².

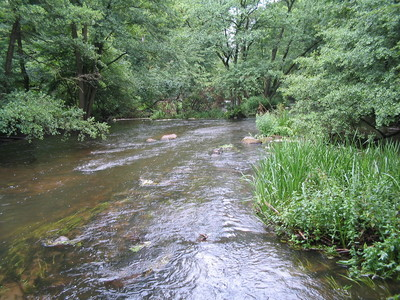
Río Warnow

Este municipio da nombre al río Warnow, que desemboca en el mar Báltico.